# 上越市立浦川原小学校
上越市立浦川原小学校（じょうえつしりつうらがわらしょうがっこう）は、新潟県上越市浦川原区にある公立小学校である。

## 概要
少子化による児童の減少が続いていることから、浦川原区内の上越市立下保倉小学校、上越市立末広小学校、上越市立中保倉小学校の3校を統合し、下保倉小学校の校舎を利用して上越市立浦川原小学校として設立された。この統合により、浦川原区内唯一の小学校となった。

## 沿革
- 2017年4月1日 - 上越市立下保倉小学校、上越市立末広小学校、上越市立中保倉小学校を統合し、上越市立浦川原小学校として設立される。

## 教育方針

### 教育目標
- ふかくかんがえる
- あいてをおもいやる
- すすんできたえる

### 重点目標
- 互いに認め合い、自己有用感を高める子ども

## 通学区域
上越市浦川原区全域

## 進学先中学校
- 上越市立浦川原中学校

## 校区内の主な施設
- うらがわら保育園
- 保倉の里
- いきいきセンター
- 月影の郷
- 酒造所
- そば工場
- 豆腐製造所

## 交通
- 北越急行ほくほく線うらがわら駅より徒歩10分
- 頸城バス浦川原小学校入口より徒歩5分